# فرودگاه تک‌بانده لگونا اسان ایگناسیو
فرودگاه تک‌بانده لگونا اسان ایگناسیو  (به انگلیسی: Laguna San Ignacio Airstrip) یک فرودگاه خصوصی است که یک باند فرود خاک دارد و طول باند آن ۱۶۸۶ متر است. این فرودگاه در کشور مکزیک قرار دارد و در ارتفاع ۳ متری از سطح دریا واقع شده است.

## نگارخانه

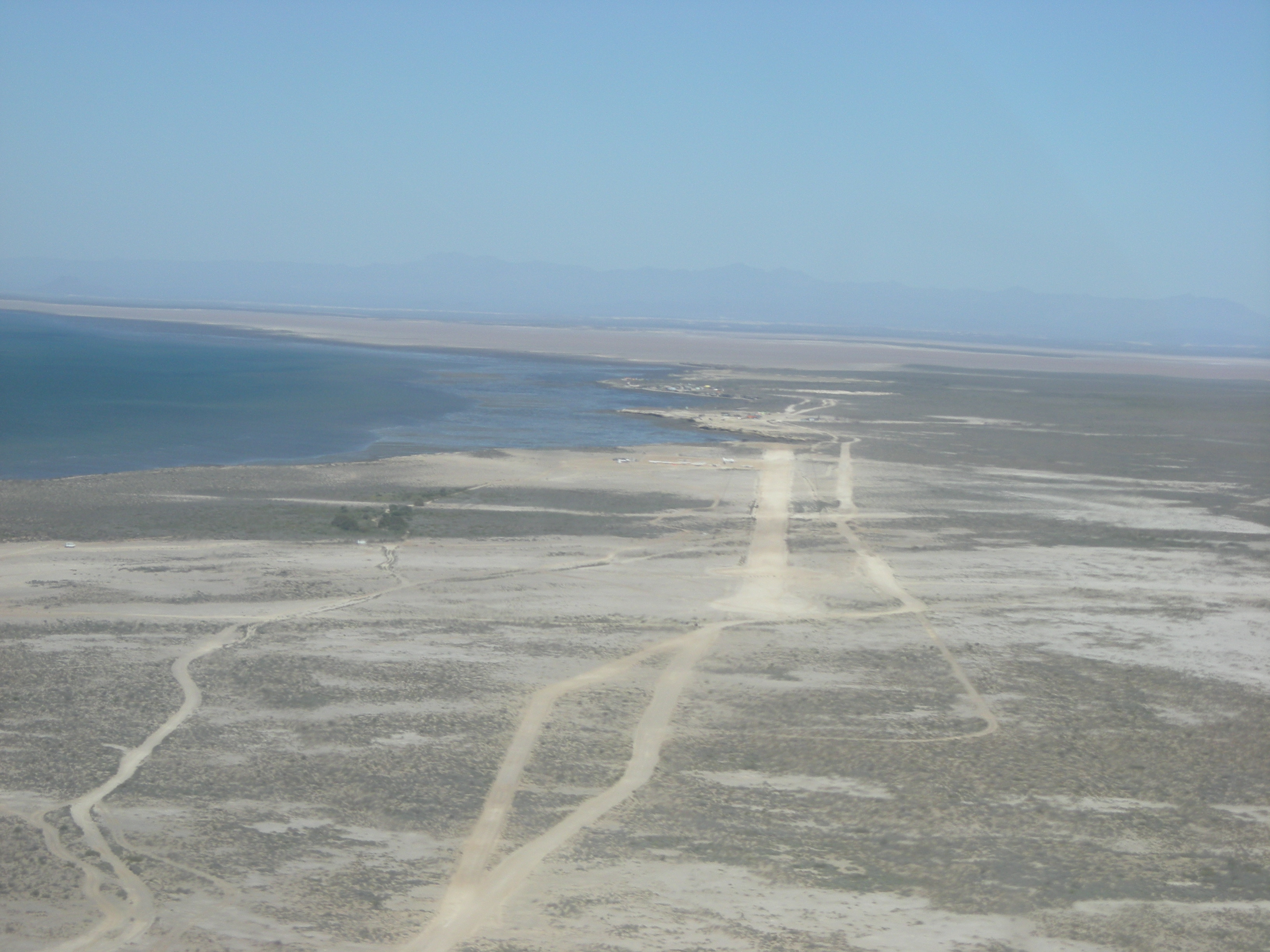